# 真圓 ZEMIYAN
《真圓 ZEMIYAN》為徹摩的首張個人專輯，於2016年12月29日正式發行。2017年，徹摩以此專輯入圍第28屆金曲獎《最佳原住民歌手獎》。
製作人为廖克紹、陳彥達。

## 專輯曲目
- DJALAN 路上
- VALI ATA UDALJ 思念的風雨
- RAKAC 勇士爸爸
- MAKAZAYAZAYA 瑪上回家
- TAGARAUS 源自穹蒼
- TAQET I LJIYUGE 搖籃曲

## 微MV
| 歌名                            | 發佈日期      |
| DJALAN 路上                     | 2017年2月27日 |
| VALI ATA UDALJ 思念的風雨       | 2017年2月28日 |
| RAKAC 勇士爸爸                  | 2017年4月5日  |
| 瑪上回家 （页面存档备份，存于） | 2017年1月1日  |
| TAGARAUS 源自穹蒼               |               |
| TAQET I LJIYUGE 搖籃曲          | 2017年2月16日 |

## 數位串流平台
KKBOX、iNDIEVOX、Omusic、iTunes、hmv、MOOV、Spotify、myMusic、心音樂...

## 外部連結
- 徹摩Youtube頻道
- 徹摩Facebook粉絲專頁
- 漢創國際音樂Facebook粉絲專頁
- 漢創國際音樂官網
- 國際標準錄音錄影資料代碼ISRC 查詢